# Вайтголл-стріт
Вайтголл-стріт (англ. Whitehall Street) — вулиця в нейборгуді Саут-феррі/Файненшл-дистрикт Нижнього Мангеттена в Нью-Йорку, поблизу південного краю острова Мангеттен. Вулиця починається від парка Боулінг-Грін на півночі, де є продовженням південного кінця Бродвею. Вайтголл-стріт простягається на чотири квартали до південного кінця магістралі ФДР, поруч із поромним терміналом Стейтен-Айленд Феррі, на звалищі за місцем будинку Пітера Стайвесанта 17-го століття.
Вайтголл-стріт — одна з найстаріших вулиць Нью-Йорка, яка була дорогою 17-го століття в голландській колонії Новий Амстердам. У 1658 році вона була відома як Марквельт, а в 1731 році — як Вайтхолл-стріт. Протягом багатьох років вулиця була розширена та змінена, щоб пристосуватись до різних схем руху. Уайтхолл-стрит містить кілька будівель, у тому числі Митню США Олександра Гамільтона та 2 Бродвей на її північному кінці. Вулиця має входи до поромної станції Whitehall Street–South Ferry Нью-Йоркського метрополітену з обох її кінців, а також до поромного терміналу Стейтен-Айленда та Battery Maritime Building на її південному кінці.

## Історія
Вайтголл-стріт — одна з найстаріших вулиць Нью-Йорка, побудована близько 1626, незабаром після того, як Голландська Вест-Індійська компанія заснувала Новий Амстердам. У голландську колоніальну еру частина вулиці була відома як Марквельт, хоча ця назва, схоже, стосувалась лише північної частини. Інша частина Вайтголл-стріт була також відома як Берс Страат, тоді як квартал від Перл до Стейт-стріт був відомий як Вотерсайд або Ланг Страат. У 1640-х роках численним поселенцям було надано землю на Вайтхолл-стріт. На перехресті нинішніх вулиць Перл і Вайтголл голландський колоніальний губернатор Пітер Стаувесант побудував губернаторський будинко близько 1657. Британці захопили Новий Амстердам у голландців у 1664 році, і після цього будівля стала відомою як «Вайтголл» за резиденцією уряду Англії, Уайтхолл у Лондоні.